# Zoran Kastel
Zoran Kastel (Osijek, 22 ottobre 1972) è un allenatore di calcio ed ex calciatore croato, di ruolo centrocampista.